# Carl Heinrich von Heineken
Carl Heinrich von Heine(c)ken – oft auch Karl Heinrich von Heine(c)ken geschrieben – (* 24. Dezember 1707 in Lübeck; † 23. Januar 1791 in Altdöbern) war ein deutscher Kunstschriftsteller und -sammler, Bibliothekar, Direktor des Dresdner Kupferstichkabinetts, Diplomat, Kursächsischer Geheimer Kammerrat sowie Erb-, Lehn- und Gerichtsherr von Altdöbern.

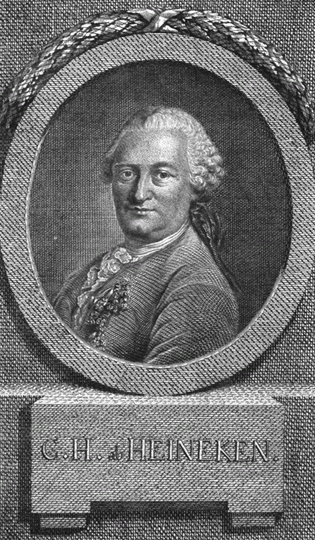
Carl Heinrich von Heineken. Carl Gottlieb Rasp nach Marcello Bacciarelli (zugeschrieben)

## Leben
Heineken, älterer Bruder des „Lübecker Wunderkindes“ Christian Henrich Heineken (1721–1725), wuchs als Sohn des Lübecker Malers und Architekten Paul Heinecken (1674–1746) und der Blumenmalerin, Kunsthändlerin und Alchimistin Catharina Elisabeth Heinecken (1683–1757), Tochter des Malers Franz Oesterreich (1621–1697), in einem Künstlerhaushalt auf.
Er besuchte das Katharineum zu Lübeck, wo er die Werke von Leibniz und Christian Wolff kennenlernte, und studierte ab 1724 Literatur und Recht in Leipzig, zusammen mit Hermann Adolf le Fèvre. Dort lernte er Gottscheds Aufklärungsgedanken und die umfangreichen Kunstsammlungen der Messestadt kennen. 1730 wurde Heineken Hauslehrer für die Kinder des kurfürstlich-sächsischen Hofpoeten Johann Ulrich König in Dresden und um 1733 wechselte er in den Haushalt des Ministers Sułkowski, dem er als Hofmeister bis zu dessen Sturz durch Brühl diente.
1739 trat Heineken als Privatsekretär und Bibliothekar in den Dienst des Grafen Heinrich von Brühl, dessen Vertrauter er bald wurde und der ihm 1741 die Verwaltung seiner Kassen, Güter und Manufakturen in Sachsen übertrug. 1742 arrangierte Brühl die Verheiratung Heinekens mit Friederike Magdalena (1721–1790), der einzigen Tochter des wohlhabenden Küchenmeisters und kurfürstlich-sächsischen Hofkoches Johann Jakob Nöller. Auf Veranlassung des Kurfürsten Friedrich August II. amtierte Heineken ab 1746 – als Nachfolger des verstorbenen Hofarztes Johann Heinrich von Heucher – bis zu seiner vom Kurfürsten Friedrich Christian am 14. Dezember 1763 angeordneten Absetzung als Direktor des Dresdner Kupferstichkabinetts. Außerdem war der Privatsekretär Brühls ab 1749 Reichsritter sowie Erb-, Lehn- und Gerichtsherr in Altdöbern. Während des Siebenjährigen Krieges (1756–1763) geriet Heineken mehrmals in preußische Haft. Diplomatische Reisen führten ihn 1751 nach Holland und 1754 sowie 1761 nach Frankreich.
Am 27. Oktober 1763 – am Vorabend des Todes von Brühl – ließ Kurfürst Friedrich Christian Heineken in dessen Palais am Taschenberg in Dresden arretieren. Da Brühl in seinen letzten Regierungsjahren die uneingeschränkte Verfügung über die königlichen Kassen gehabt hatte, deren Geld zu Spekulationen verwandte und sich dabei neben Kammerrat Hausius, dem Leiter der Akzise-Überschuss-Kasse (einer Steuerbehörde), seiner beiden Vertrauten Gartenberg (1714–1786) und Heineken bediente, erfolgte am 3. Februar 1764 die Anklage gegen diese drei Günstlinge wegen Veruntreuung und Bereicherung auf Kosten des Staates. Der Regent Prinz Xaver beauftragte deshalb mit der Aufklärung der erhobenen Vorwürfe den Konferenzminister Stammer, der sofort eine Untersuchungskommission – die nach ihm benannte Stammer-Kommission – bildete.
Die Anklagevertretung befasste sich auch mit Heinekens Privatbesitz. Er galt der Anklage als besonders tatverdächtig, da er zum Zeitpunkt seines Dienstantritts bei Brühl (1739) als mittellos geführt wurde, zum Zeitpunkt des Prozesses jedoch einen umfangreichen Privatbesitz vorweisen konnte, zu dem auch die Rittergüter in Altdöbern, Bollensdorf bei Dahme/Mark, Klein Jauer und Muckwar sowie das Dresdner Palais am Taschenberg gehörten.
Heineken konnte jedoch nachweisen, dass er – mit Ausnahme des Gutes Bollensdorf, welches er nach eigener Aussage von Brühl als Lohn für seine 24 Dienstjahre bekommen hatte – alle Rittergüter von seinem Schwiegervater, dem Hofkoch Nöller, geerbt hatte. Er behauptete des Weiteren, seinen Lebensunterhalt nur durch seine Einkünfte als Direktor des Kupferstichkabinetts und mit dem Handel von Kupferstichen bestritten zu haben.
Da Heineken keine Unterschlagungen staatlicher Gelder nachgewiesen werden konnten, erfolgte gegen ihn eine weitere, politisch als Abrechnung mit dem Brühl-Regime gewollte, Anklage wegen unerlaubter Veräußerung von Kunstschätzen ins Ausland. Sein Nachfolger im Amt des Direktors des Kupferstichkabinetts, Christian Ludwig von Hagedorn, bestätigte jedoch in einem Gutachten, dass Heineken während seiner 17-jährigen Amtszeit den Bestand von 80.917 auf 130.028 Kupferstiche vermehrt sowie von 396 auf 794 Bücher erhöht hatte und somit der eigentliche Schöpfer des Kupferstichkabinetts sei. Hagedorn würdigte in seinem Plädoyer die Arbeit seines Vorgängers und dessen herausragende Stellung im Dresdner Kunstleben.
Er wies nach, dass Heineken vom Kurfürsten Friedrich August II. als ausgewiesener Kunstkenner geschätzt, bei wichtigen Neuerwerbungen von Gemälden gefragt und beim Ausbau sowie bei der Neuorganisation seiner Sammlungen konsultiert worden war. Der Kurfürst hatte Heineken deshalb 1746 zum Direktor des Kupferstichkabinetts berufen. In dieser Funktion vollzog Heineken eine tief greifende Reorganisation der graphischen Sammlung, die er nach Schulen, nach Gattungen oder nach thematischen Gesichtspunkten systematisierte. Er regte während seiner Amtszeit die erst 1764 erfolgte Gründung der Dresdner Kunstakademie an, förderte den Aufkauf von Kupferstichen Dürers und kaufte persönlich Werke Rembrandts und van Dycks in den Niederlanden oder in Hamburg auf. Des Weiteren lenkte er Kunsteinkäufe durch Mittelsmänner wie Algarotti, Guarienti und Rossi in Italien, De Brais und Le Leu in Frankreich oder Talon in Spanien. Ebenso leistete Heineken wegweisende, kuratorische Ansätze beim Aufbau der Graphiksammlung Brühls.

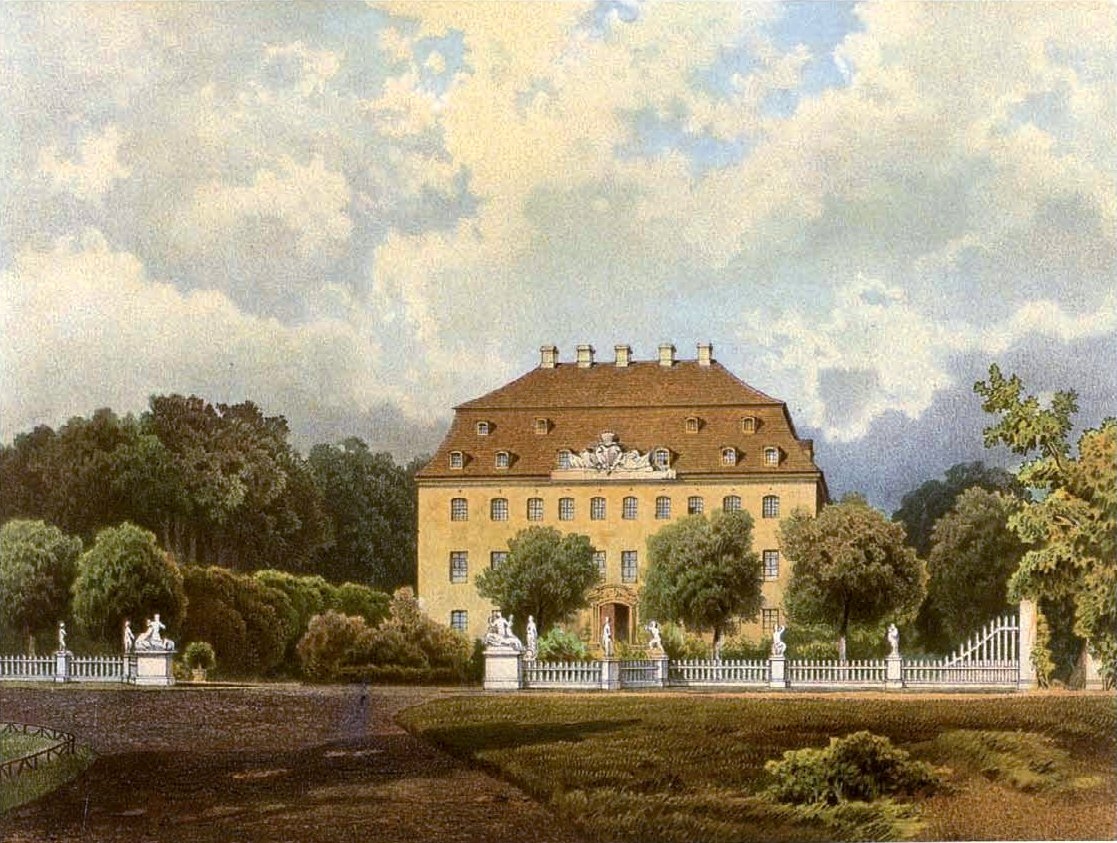
Schloss Altdöbern um 1861/62, Sammlung Alexander Duncker

Aufgrund Hagedorns Gutachten wurde Heineken eine Freilassung auf Kaution, wie im Fall des ebenfalls Angeklagten Gartenberg, angeboten. Heineken lehnte im Gegensatz zu diesem jedoch ab, da er zu Recht befürchtete, die hinterlegte Kaution – auch bei Nachweis seiner Unschuld – für immer zu verlieren. Schließlich wurde die Anklage aus Mangel an Beweisen fallengelassen. Heineken, dessen Bleiben in Dresden unerwünscht war, verkaufte das Palais am Taschenberg für 5.000 Taler (weit unter dem tatsächlichen Wert) und siedelte nach Altdöbern über, wo er 1766 eine Tabakfabrik gründete. Das Schloss Altdöbern hatte er seit 1750 prunkvoll ausbauen und den Park fast auf das Sechsfache vergrößern lassen, er wurde mit Kanälen, Wasserbecken, Springbrunnen, Brücken, Pavillons und kostbaren Sandsteinplastiken ausgestattet.
Der gestürzte Günstling kämpfte in den nächsten Jahren für das Wiedererlangen seines Rufes und leistete am 22. März 1769 den Reinigungseid, wobei die Staatskasse alle Kosten für die Untersuchung übernahm. Er verbrachte seinen Lebensabend – unterbrochen nur von Reisen nach Holland, nach Dresden oder nach Paris – in Altdöbern als Schriftsteller und Kunstsammler und förderte zielstrebig die Landwirtschaft, insbesondere den Obstanbau, auf seinen Gütern sowie die Tabakverarbeitung in seiner Fabrik. Die Öffentlichkeit nahm dieses Wirken nur am Rande wahr. Aufgrund der Namensähnlichkeit mit dem korrupten, ehemaligen Konferenzminister Hennicke blieb Heineken als gewissenlose Kreatur Brühls bis zu seinem Tod verfemt.
Aus Carl Heinrich von Heinekens Ehe mit Friederike Magdalena, geborene Nöller, entstammten ein Sohn und zwei Töchter. Der Sohn Carl Friedrich von Heineken (1752–1815) war Kammerherr am Hof in Dresden und betätigte sich in seiner Freizeit als Radierer. Seine Tochter Frederike Magdalena war mit einem Herren Günter von Bünau verheiratet. Die Nachfahren hielten unter anderem mit Bollensdorf einige Güter bis zur Bodenreform.
Ein Porträt, das Heineken 1754, als er in diplomatischer Mission in Paris war, von Michel Hubert-Descours malen ließ, ist seit 1945 verschollen. Es hing zuletzt im Gutshaus von Niederjahna.

## Werke
- Die waren Absichten der Menschen und die dazu gehörende Mittel, nach der gesunden Vernunft gründlich gezeiget: mit einer Vorrede und dem nötigen Register versehen. Dresden, Leipzig 1732 (Digitalisat)
- Vom Erhabenen / Dionysius Longin. Griech. u. teutsch, nebst dessen Leben, einer Nachricht v. seinen Schrifften, u. einer Untersuchg, was Longin durch das Erhabene verstehe, v. Carl Heinrich Heineken, Dresden 1737 und 1742, Basel 1784[3]
- Nachrichten von der Beschaffenheit der Niederlausitz, Pförten 1760
- Nachrichten von Künstlern und Kunst-Sachen (Band 1), Leipzig, 1768
- Nachrichten von Künstlern und Kunst-Sachen (Band 2), Leipzig, 1769[4]
- Idée générale d’une collection complette d’estampes, avec une dissertation sur l’origine de la gravure et sur les premiers livres d’images, Jean Paul Kraus, Leipzig und Vienne 1771[5]
- Dictionnaire des artistes, dont nous avons des estampes avec une notice détaillée de leurs ouvrages gravés (Band 1): Contenant la lettre A, J. G. I. Breitkopf, Leipzig, 1778[6]
- Nachricht und Beschreibung von verschiedenen Obstsorten, welche nunmehro in der Niederlausitz erbauet werden
  - 1. Stück: Von den Steinobstsorten, Beneke, Pförten 1773
  - 2. Stück: Von den Kern-Obst-Sorten, Verlag von J. Martin Lehmann, Friedrichstadt 1774
- Dictionnaire des artistes, dont nous avons des estampes (Band 2): Contenant la lettre B – Biz, Leipzig, 1788[7]
- Dictionnaire des artistes, dont nous avons des estampes (Band 3): Contenant les lettres Bla – Caz, Leipzig, 1789[8]
- Dictionnaire des artistes, dont nous avons des estampes (Band 4): Contenant les lettres Cec – Diz, Leipzig, 1790[9][10]
- Johann Friedrich Benade (Hrsg.): Des … Churfürstl. Sächß. Geheimen Land-Cammerraths Karl Heinrich v. Heinecken … Nachricht und Beschreibung einer vollständigen Sammlung von Obst-Sorten, welche derselbe ehemals vornehmlich in Altdöbern bey Calau in der Nieder-Lausitz selbsten erbauet, auch daselbsten und in der Nähe größtentheils noch befindlich sind; von neuem durchgesehen, erweitert und berichtiget von J. F. B., Sorau und Leipzig 1804f.
  - 1. Band, 1. Heft: Kernobst-Sorten – Birnen
  - 1. Band, 2. Heft: Kernobst-Sorten – Aepfel
  - 2. Band: Stein-Obst-Sorten